# W52T
W52T（ダブリュ52ティー）は、東芝、および東芝モバイルコミュニケーション社（現・FCNT）が日本国内向けに開発した、auブランドを展開するKDDIおよび沖縄セルラー電話のCDMA 1X WIN対応携帯電話である。

## 特徴
W44Tの後継機種。携帯電話端末として世界初の3インチワイドVGA液晶を搭載し、それをアピールするべく東芝製機種で初めてのスライド型となった。前機種のW47Tは東芝機として初めてEZ FeliCaが搭載され、Bluetooth機能は省略されたが、このW52Tはau端末として初めて両者を搭載している。搭載されたFeliCaチップはau 2007年春モデルで採用された新バージョンで、従来の3倍となる容量を持ち、電子クーポン機能「auケータイクーポン」に対応している。
その他、ワンセグ・地上デジタル音声放送実用化試験といった最新サービスに対応する（ただし、EV-DO Rev.Aに対応しない点を除けば）など、auの提供する機能がほとんど入った"ほぼ全部入り"のハイスペック端末になっている。また付属のTV用ケーブルを利用すれば画像やビデオクリップ、PCドキュメントビューアーなどを家庭用のテレビで表示できる（なお、ワンセグ放送の出力には対応しない）。
東芝が積極的に搭載してきたBluetoothにより、自動車運転中の無線ハンズフリー通話を可能とし、無線音楽プレーヤーとしての利便性も高い。2006年発売のW44T / TiMO W44T IIおよび2007年発売のLEXUS W44T III同様A2DP・SCMS-Tもサポートする一方で、ワイヤレスミュージックリモコンレシーバーは別売りとなった。SCMS-Tをサポートする音楽用Bluetoothワイヤレスヘッドフォンは少ないため購入時には注意が必要である。
なお、SoftBank向けに本機と同等の911Tが発売されているが、キャリアが異なるため通信方式（911Tの場合HSDPA対応のW-CDMAを用いる）が異なるほか、フルブラウザにおける横表示の可否、フォントのアンチエイリアス処理・TV電話・地上デジタル音声放送受信機能の有無、本体の大きさや厚さ、デザインに違いがある。

## 評判
au2007年春のラインナップのなかでは最もスペックが高く、多機能なフラッグシップモデルであることから、注目度やユーザーからの期待は高かった。W21TやW31TやW32TでBluetoothを手放せなくなったユーザーにとっては待望のBluetoothとFelicaチップ同時搭載機でもある。そのためか、価格設定がかなり高くなっている。
W52Tは携帯電話端末としては世界初の3インチワイドVGA (WVGA) 液晶を搭載していて、メール本文や電話帳の一覧性は高い。ただし、メニュー画面を始めとするGUIやフォントなどはレスポンス・電力消費等を考慮してQVGAで作成されており（いわゆる「倍角フォント」）、現段階でVGA本来の精細さを生かすことのできるコンテンツは、EZナビウォークやPCサイトビューアー・ワンセグ・壁紙などと限られている。そのため、それを期待していたヘビーユーザーからの不満は多い。なお、東芝製CDMA 1X WIN端末では、W31T以降、「極小」以外の文字サイズで倍角表示による文字のギザギザ感があまり気にならない「アンチエイリアス処理」が施されている。
320×180ピクセルないし320×240ピクセルで送波されているワンセグ放送は、補間処理（スムージング）を施し表示することとなり、ディスプレイの精細さを生かすことができない。

## 対応サービス
- au Smart Sports（アプリのダウンロードが必要）
- au LISTEN MOBILE SERVICE
- PCサイトビューアー（横画面表示非対応）
- 着うたフル
- 着うた
- au Media Tuner（ワンセグ・地上デジタル音声放送実用化試験・EZチャンネルプラス）
- EZ・FM
- EZ FeliCa（クーポン対応）
- EZナビウォーク
- EZ助手席ナビ
- EZチャンネル
- EZアプリ (BREW)（オープンアプリプレイヤー非対応）
- LISMOビデオクリップ
- 安心ナビ
- EZチャンネルプラス
- EZニュースフラッシュ
- デコレーションメール
- 緊急通報位置通知
- ケータイ探せて安心サービス
- アドレス帳預けて安心サービス
- 赤外線通信 (IrDA)

## CM
2007年2月10日18時59分15秒から全国の民放テレビ局にて、同機のCMキャラクターであるBoA出演のCMが45秒間放送され、合法的な電波ジャック状態になった（一部18時59分00秒からの局もあり）。

## 沿革
- 2007年（平成19年）1月16日 - KDDI、および東芝より公式発表。
- 2007年2月に発売。各地方ごとの発売日は下記の通り。
  - 2月16日 - 北陸地区
  - 2月17日 - 北海道・関東・関西・中国・四国・沖縄地区
  - 2月22日 - 中部・九州地区
  - 2月24日 - 東北地区
- 2007年6月 - 販売終了。
- 2012年（平成24年）7月22日 - L800MHz（旧800MHz帯・CDMA Banclass 3）帯エリアによる音声・通信サービスの停波によりそれ以降は2GHz（CDMA Bandclass 6）帯エリアのサービスのみのサポートとなる。
- 2022年（令和4年）3月31日 - 2GHz帯を含む3Gサービスの完全終了・完全停波により当端末は利用不可となった[1]。

## その他
フジテレビ系列の「run for money 逃走中」と「クロノス」で過去に利用されていた。

## 不具合
2007年3月27日に以下の不具合の修正がケータイアップデートにより行われた。
- 電源が入らない・電源が切れる場合がある。
- ハンズフリー機器とBluetooth通信した場合、発着信できない場合がある。

2007年5月9日に以下の不具合の修正がケータイアップデートにより行われた。
- 待受時間が通常より短くなる場合がある。
- オートロックの設定内容が変更される場合がある。
- ワンセグ視聴中に「au Media Tuner」が終了したり、電源のリセットが発生する場合がある。

2007年8月31日に以下の不具合の修正がケータイアップデートにより行われた。
- EZニュースフラッシュが更新されない場合がある。
- 待ち受け時間が短くなる場合がある。
- 20以上のグループに保存されたアドレス帳データがメモリ転送できない場合がある。

2009年2月3日に以下の不具合の修正がケータイアップデートにより行われた。
- 着うたや着うたフルの再生直後、「クリア」キーを押下し再生を停止すると電源がリセットする場合がある。